# Fixsenia violae
Fixsenia violae är en fjärilsart som beskrevs av Don B. Stallings och Turner 1947. Fixsenia violae ingår i släktet Fixsenia och familjen juvelvingar. Inga underarter finns listade i Catalogue of Life.